# یواس‌اس گلاید (۱۸۶۲)
یواس‌اس گلاید (۱۸۶۲) (به انگلیسی: USS Glide (1862)) یک کشتی بود. این کشتی در سال ۱۸۶۲ ساخته شد.